# Bad Rodach
Bad Rodach is een gemeente in de Duitse deelstaat Beieren, en maakt deel uit van het Landkreis Coburg.
Bad Rodach telt 6.375 inwoners.

## Stadsdelen

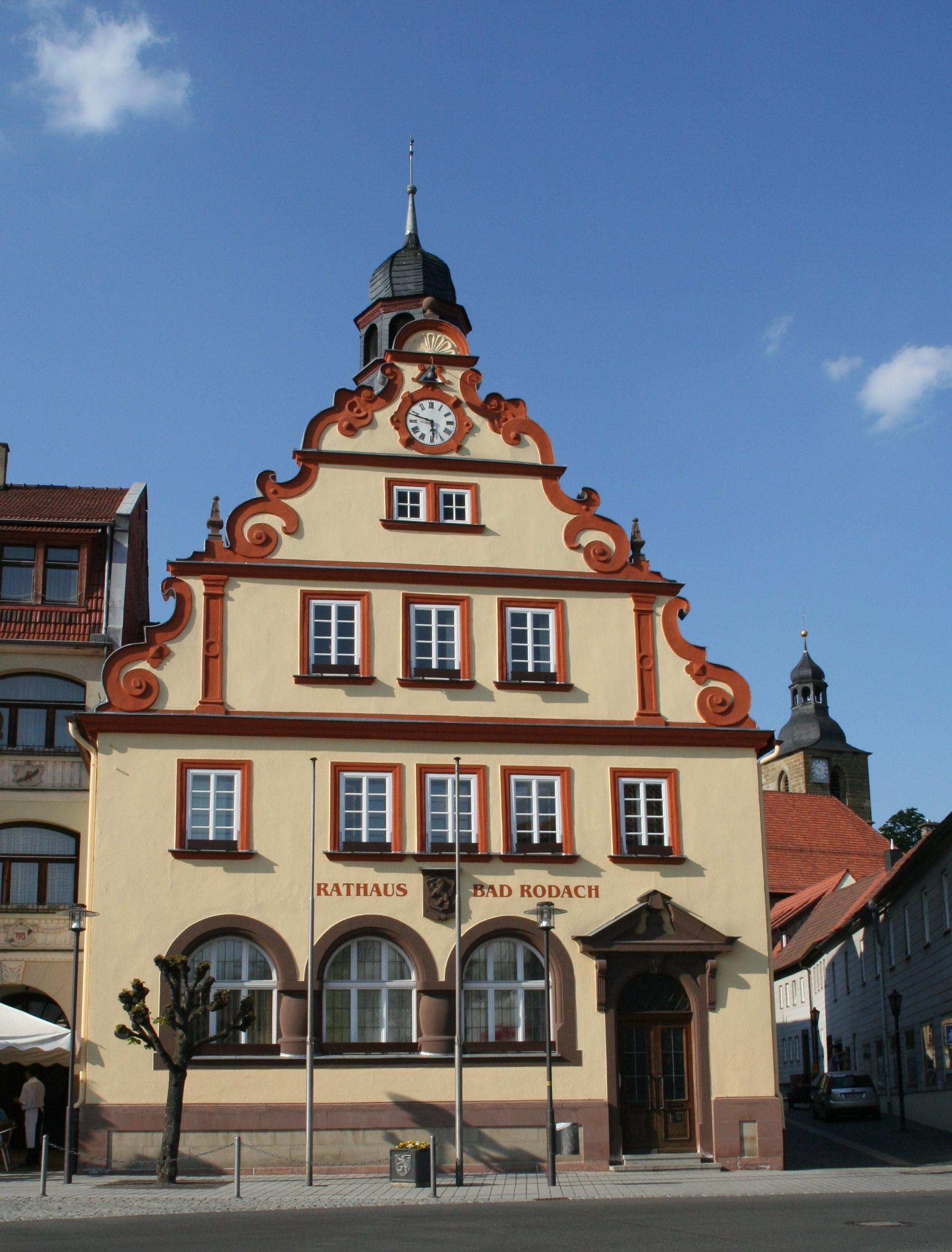
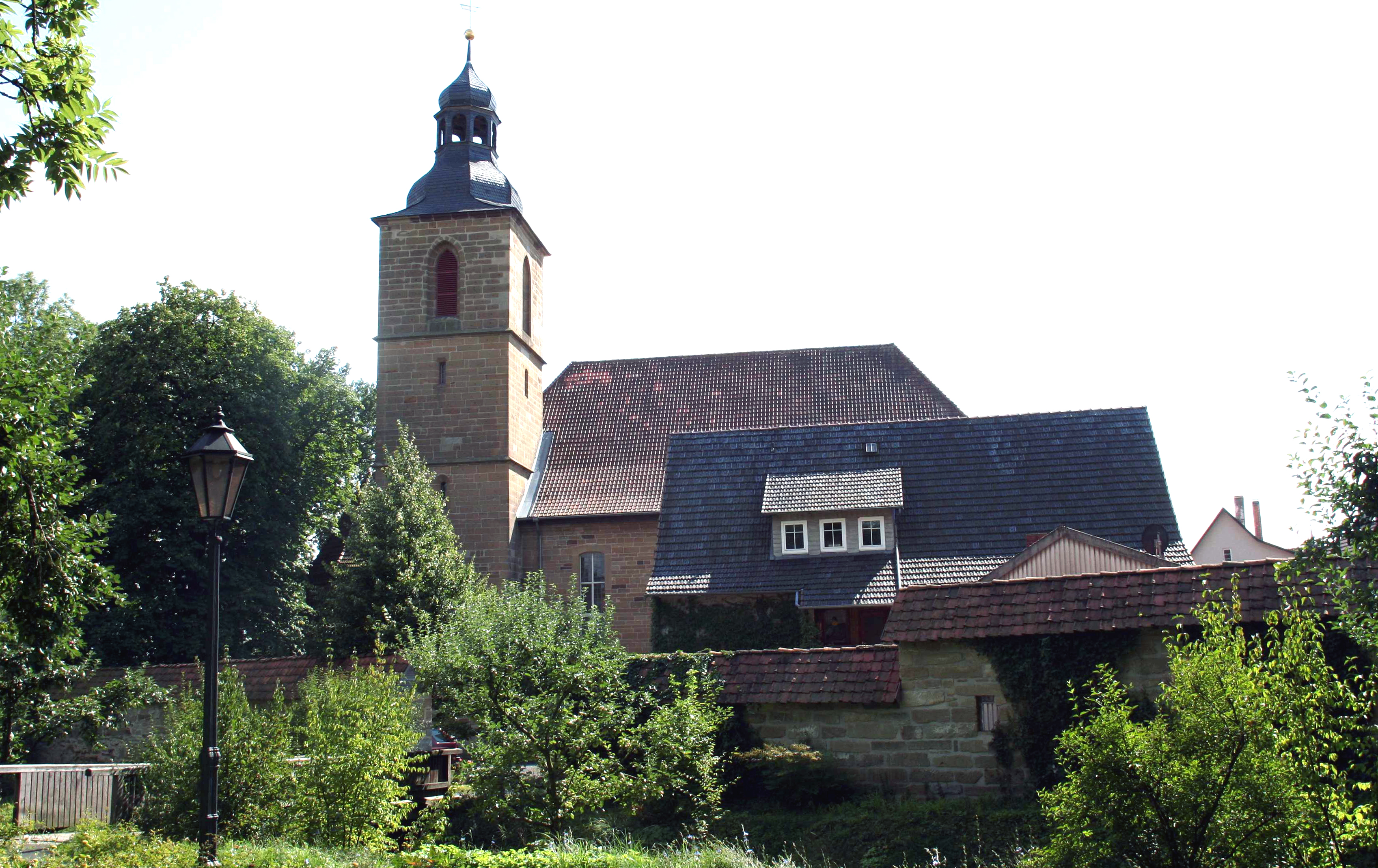
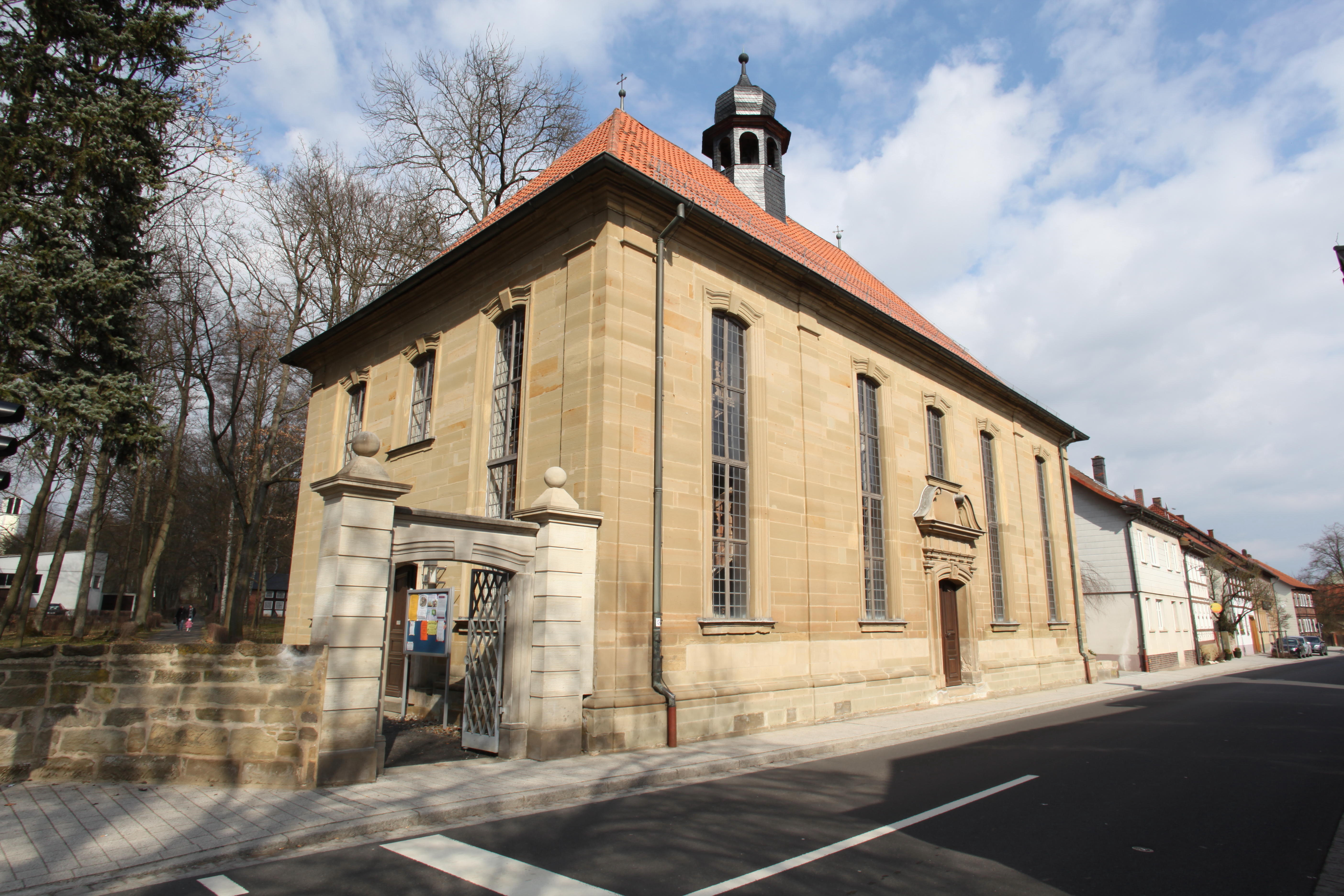
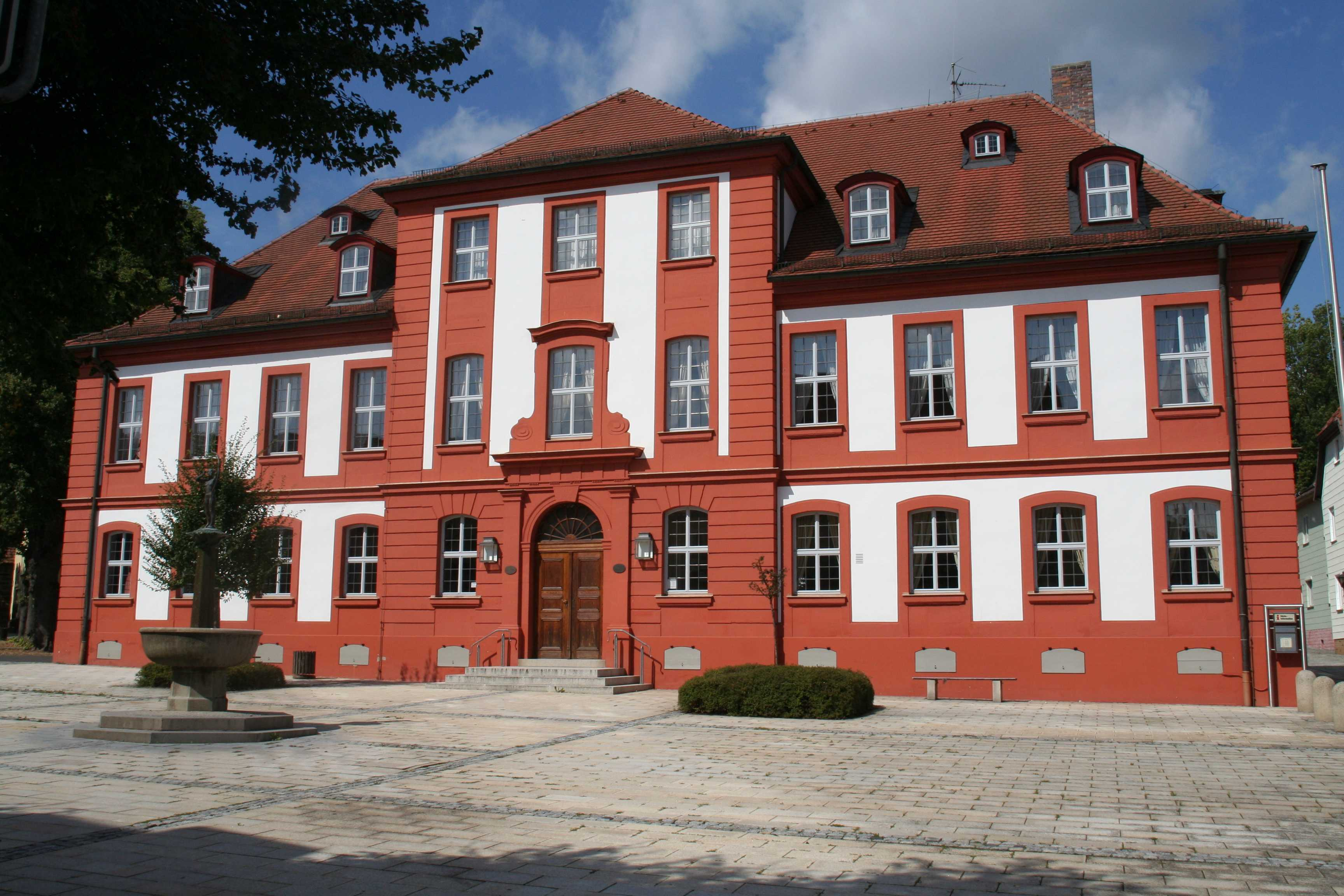
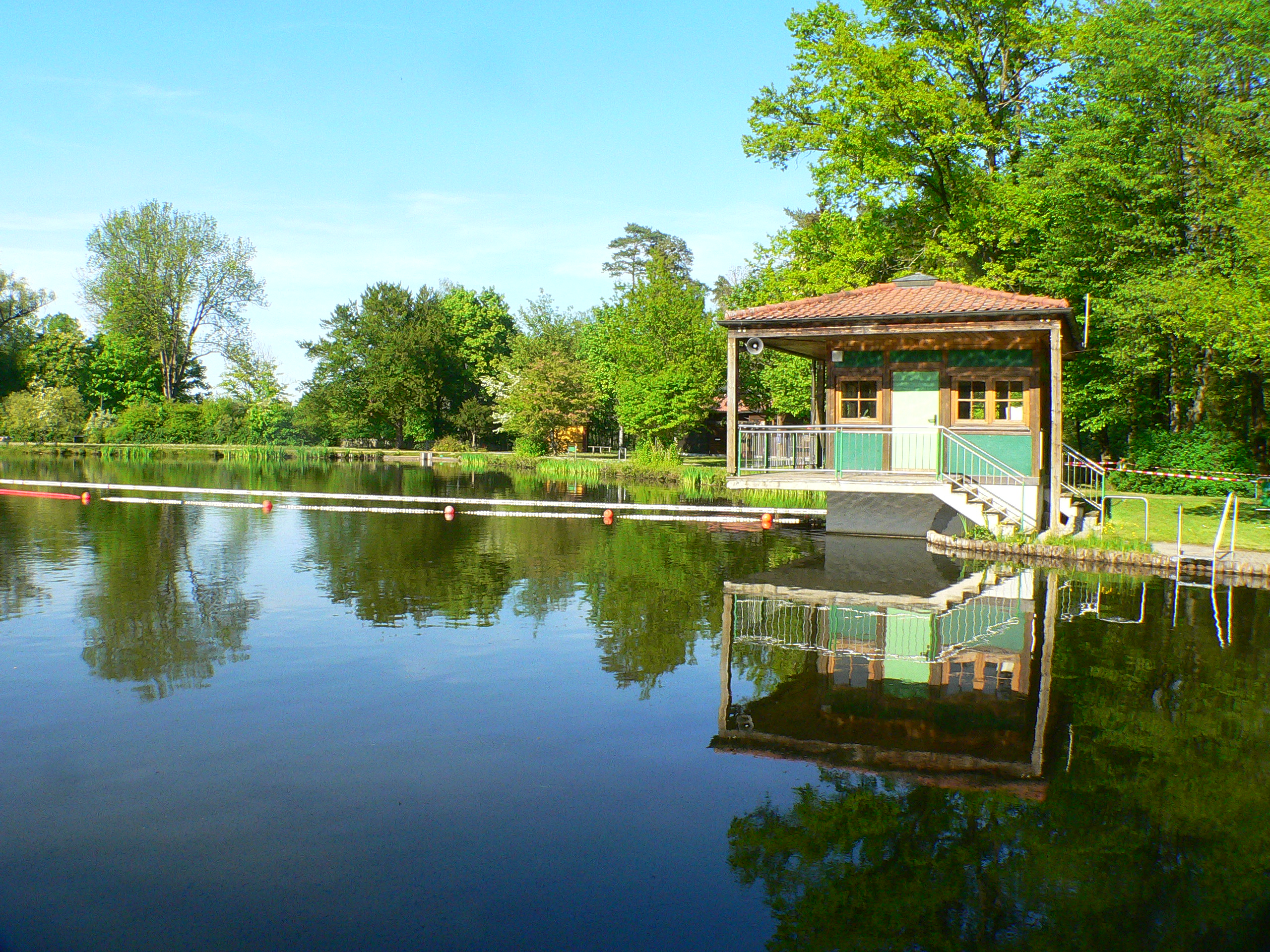

- Altmühle
- Breitenau
- Carlshan
- Elsa
- Grattstadt
- Gauerstadt
- Hainmühle
- Heldritt
- Lempertshausen
- Mährenhausen
- Neumühle
- Niederndorf
- Oettingshausen
- Roßfeld
- Rudelsdorf
- Schweighof
- Sülzfeld

Ahorn ·
Bad Rodach ·
Dörfles-Esbach ·
Ebersdorf bei Coburg ·
Großheirath ·
Grub am Forst ·
Itzgrund ·
Lautertal ·
Meeder ·
Neustadt bei Coburg ·
Niederfüllbach ·
Rödental ·
Seßlach ·
Sonnefeld ·
Untersiemau ·
Weidhausen bei Coburg ·
Weitramsdorf